# ヨハンドリ・オロスコ
ヨハンドリ・ホセ・オロスコ・クジア（Yohandry José Orozco Cujía, 1991年3月19日 - ）は、ベネズエラ・マラカイボ出身のサッカー選手。デポルテス・トリマ所属。ベネズエラ代表である。ポジションはMF。

## 経歴
2007年からUAマラカイボに所属し、デポルティーボ・アンソアテギ戦でプロデビューした。2009年、スリアFCに移籍した。2011年1月31日、ドイツのVfLヴォルフスブルクに移籍した。

## 代表歴
ベネズエラ代表として2009年にはエジプトで開催された2009 FIFA U-20ワールドカップに出場した。2010年3月3日にはパナマ代表戦でA代表デビューを果たした。2011 南米ユース選手権、コパ・アメリカ2011にも出場した。2013年8月14日のボリビアとの親善試合で代表初得点を挙げた。